# Craig (namn)

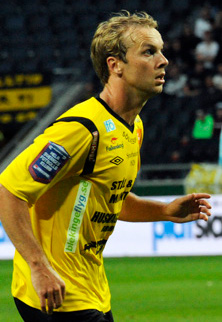
Craig Henderson 2009.

Craig är ett mansnamn.

## Personer med förnamnet Craig (urval)
- Craig A. Anderson, en amerikansk psykologiprofessor vid Iowa State University som forskar på effekterna av våldsamma dataspel
- Craig Anderson, en amerikansk professionell ishockeymålvakt
- Craig Anderson, en australisk basebollspelare
- Craig Armstrong
- Craig Charles
- Craig David
- Craig Forth
- Craig Gordon
- Craig Henderson
- Craig "133" Jones musiker och medlem i bandet Slipknot
- Craig Jones, brittisk roadracingförare.
- Craig Lowndes
- Craig Mello
- Craig Roberts
- Craig Thomas
- Craig Thomson
- Craig Wood